# Egzamin dojrzałości (film 1978)
Egzamin dojrzałości – polski film dokumentalny z 1978 roku w reżyserii i według scenariusza Marcela Łozińskiego.

## Treść
Film stanowi zapis okoliczności ustnego egzaminu maturalnego z historii oraz wiedzy o społeczeństwie w jednym z warszawskich liceów ogólnokształcących. Film pokazuje, jak wśród maturzystów górę nad moralnością bierze cwaniactwo oraz nieszczerość. Uczniom trudność sprawiają pytania dotyczące zasad ustroju socjalistycznego, roli i struktury Polskiej Zjednoczonej Partii Robotniczej, praw i obowiązków jej członków. Część maturzystów świadomie wybiera dwójmyślenie, odpowiadając zgodnie z pożądaną przez egzaminatorów linią partyjną. Film wieńczą maturalna gala, wręczenie dyplomów oraz podziękowania dla pedagogów.

## Odbiór
Egzamin dojrzałości w chwili produkcji okazał się filmem niecenzuralnym. Jego premiera została odłożona do momentu porozumień sierpniowych 1980 roku. Wespół z Próbą mikrofonu film otrzymał Brązowego Lajkonika na Krakowskim Festiwalu Filmowym.